# Ненад Ванић
Ненад Ванић (Приштина, 30. август 1970) бивши је српски фудбалер а садашњи фудбалски тренер.

## Играчка каријера
Каријеру је почео у Приштини а затим наступа за ваљевску Будућност и лучанску Младост пре него што је 1996. дошао у Црвена звезду. Са црвено-белима је у сезони 1996/97. освојио Куп СР Југославије. Након тога кратко игра за Војводину, да би онда уследио одлазак у Шпанију где је три сезоне играо за друголигаша Албасете. 
Следи одлазак у Белгију где је провео једну сезону у Локерену и две у Генту. Током 2003. је играо и у Кини за Тјенцин Теду, да би се почетком 2004. вратио у Србију и потписао за чачански Борац. Након Борца игра још за београдске клубове Обилић, БАСК и Бежанију где завршава каријеру.

## Тренерска каријера
Тренерску каријеру је почео у Радничком из Нове Пазове, тада члану Српске лиге Војводина, са којим је 2012. изборио пласман у Прву лигу Србије. У сезони 2013/14. је водио Слогу из Петровца на Млави у Првој лиги Србије.
Први ангажман у највишем рангу, Суперлиги Србије, је добио у јуну 2014. када је преузео Доњи Срем. Водио је екипу Доњег Срема на само девет утакмица у Суперлиги након чега је напустио клуб. У марту 2015. се вратио у други ранг, и преузео Бежанију а потом је у завршници сезоне преузео Металац из Горњег Милановца са којим је преко баража обезбедио пласман у Суперлигу. Водио је Металац две сезоне у Суперлиги.
Крајем јуна 2017. је преузео Војводину. На клупи новосадског клуба се задржао тек нешто више од два месеца пошто је 9. септембра 2017. поднео оставку. Ванић је као тренер Војводине водио клуб на осам званичних мечева, при чему је остварио учинак од пет победа и три пораза, уз гол-разлику 9:8. Крајем децембра 2017. је преузео новосадски Пролетер, са којим је на крају сезоне 2017/18. изборио историјски пласман у Суперлигу Србије. Ипак Ванић није водио клуб у Суперлиги, јер је у јуну 2018. преузео клуб из Уједињених Арапских Емирата. Након сезоне у Хата клубу из Емирата, Ванић се у августу 2019. вратио у српски фудбал и преузео суперлигаша Радник из Сурдулице. Водио је Радник на само осам утакмица, након чега је крајем октобра 2019. напустио клуб. Почетком 2021. године је постављен за тренера ОФК Бачке из Бачке Паланке. Водио је клуб у уводна четири кола пролећног дела сезоне, забележио је једну победу и три пораза, након чега је 23. фебруара 2021. поднео оставку.

## Успеси

### Играчки
Црвена звезда
- Куп СР Југославије (1) : 1996/97.

### Тренерски
Раднички Нова Пазова
- Српска лига Војводина (1): 2011/12.

Металац Горњи Милановац
- Прва лига Србије (1): 2014/15.

Пролетер Нови Сад
- Прва лига Србије (1): 2017/18.